# キュリオン
キュリオン（英：Kurion）はアメリカ合衆国の原子力関係のベンチャー企業。2008年に創業。本社は、カリフォルニア州アーバイン。
日本においては福島第一原子力発電所事故に伴う高濃度の汚染水のためのシステムの一環としてセシウム吸着装置をアレヴァの除染設備などとともに提供したことで知られる。